# Историјски филм
Историјски филм је филмски жанр у коме се радња заснива на неком историјском догађају или описује биографију неке познате особе. Неки историјски филмови су чврсто утемељени на историји која се може потврдити историјским доказима, док су други приказани митски и фолклорски као на пример што је филм Храбро срце.

## Карактеристике
Први историјски филмови снимљени су већ почетком 20. века (Убиство војводе од Гиза, Рађање нације, Оклопњача Потемкин) и остали су популаран жанр до данас. Неки од њих засновани су на позоришним историјским драмама (Хенри Пети, Ричард Трећи, Бој на Косову), неки на историјским романима (Ајванхо, Краљица Марго, Рат и мир, Кво Вадис, Рат за ватру, Доротеј), а неки на историјским изворима  (Гладијатор, Александар, Тимочка буна) или епској поезији (Храбро срце, Троја, Бановић Страхиња).